# Jakobína Sigurðardóttir
Jakobína Sigurðardóttir, född 8 juli 1918 i Hælavík, död 29 januari 1994, var en isländsk författare, syster till författaren Fríða Á. Sigurðardóttir.
Jakobína debuterade 1959 med en barnbok och var även poet, men hon är framför allt ihågkommen för sina banbrytande modernistiska romaner, som anknyter till en socialrealistisk tradition samtidigt som de präglas av originalitet både i form och tema.
Bland hennes viktigaste verk märks kollektivromanen Dægurvísa (1965), framtidsromanen Snaran (1968) och Lifandi vatnið... (1974), om den moderna människans rotlöshet. Hon har också skrivit noveller.